# Kristina Lazarini Stupica
Baronica Kristina S. Lazarini (baronica v. Lazarini); slovenska plemkinja.
Hči Franca barona Lazarinija in baronice Ivanke Lazarini. Lastnica dvorca Lazarini. Je vitezinja maltežkega vitežkega reda. Poročena je z Igorjem Stupico in ima dve hčerki.

## Uporaba plemiškega naslova
V skladu s plemiškim pravom, veljavnim pred letom 1918, in v duhu katerega plemiške družine še vedno uporabljajo svoje (v državah, nastalih na območju Avstro-Ogrske, legalno nepriznane) titule, je bila Kristina Lazarini sicer rojena kot baronica, a je pravico do uporabe tega naslova izgubila ob poroki, ko je prevzela položaj in priimek svojega moža. 
Ker na ozemlju republike Slovenije plemiško pravo ni v veljavi, lahko potomci aristokratskih družin namenoma ali nevede napačno poudarjajo svoje plemištvo. 
Tako se gospa, ki je subjekt tega članka, lahko imenuje bodisi Kristina Lazarini-Stupica, Kristina Lazarini ali zgolj Kristina Stupica, nikakor pa ne baronica Lazarini ali še manj baronica Lazarini-Stupica. 
Da bi lahko po poroki uporabljala svoj naziv, bi morala zaprositi za dovoljenje avstrijskega cesarja, ki je kot fons honorum lahko edini dovolil takšno izjemo - če bi seveda živeli še v časih dvojne Monarhije. Od smrti cesarja Karla je poglavar avstrijske hiše njegov sin nadvojvoda Oto, ki je kot poslednji prestolonaslednik in glava dinastije tudi fons honorum za področje bivše Avstro-ogrske, a ni jasno, ali lahko intervenira v slučajih, nasprotnih plemiškemu pravu, kateri pa nima več zakonske moči.  
To dejstvo da Kristina S. Lazarini nima več plemiškega naziva, se lahko ovrže s tem, da  je bila sprejeta v vitežki maltežki red, ko je vitežki red še vedno zahtevali potrdilo o plemstvu ampak, takrat je bila že poročena, tako naj bi po zgornjih argumentih izgubila plemiški naziv, kar ne drži.